# ماريا لوبيز (قاضية)
ماريا لوبيز (بالإنجليزية: Maria Lopez)‏ هي محامية وقاضية أمريكية، ولدت في 1953.

## وصلات خارجية
- ماريا لوبيز على موقع IMDb (الإنجليزية)